# Бакаева, Фазила
Фазила Бакаева (род. 1948) — узбекская советская колхозница, депутат Верховного Совета СССР.

## Биография
Родилась в 1948 году. Узбечка. Образование среднее. По состоянию на 1974 год — член ВЛКСМ.
С 1966 года — колхозница колхоза «Коммунизм» Свердловского района Бухарской области Узбекской ССР.
Депутат Совета Национальностей Верховного Совета СССР 9 созыва (1974—1979) от Бухарского городского избирательного округа № 100 Узбекской ССР.